# Plenmeller
Plenmeller – wieś w Anglii, w hrabstwie Northumberland, w civil parish Plenmeller with Whitfield. Leży 54 km na zachód od miasta Newcastle upon Tyne i 414 km na północ od Londynu. W 1951 roku civil parish liczyła 107 mieszkańców.